# Marine Museum of Manitoba
 (août 2023).
Si vous disposez d'ouvrages ou d'articles de référence ou si vous connaissez des sites web de qualité traitant du thème abordé ici, merci de compléter l'article en donnant les références utiles à sa vérifiabilité et en les liant à la section « Notes et références ».
Le Marine Museum of Manitoba, à Selkirk, au Manitoba, a été créé en 1972 pour rassembler des navires, des artefacts et des objets liés à la navigation, pour raconter l'histoire du développement et de l'exploitation des transports sur le lac Winnipeg et la rivière Rouge. La période couverte par les expositions du musée commence vers 1850 et continue jusqu'à nos jours.

## Historique
Le Musée est un organisme sans but lucratif géré par un conseil de citoyens locaux opérant sous le nom de The Marine Museum of Manitoba (Selkirk) Inc. Avec le soutien de la ville de Selkirk et des entreprises avoisinantes, ainsi que des autorités provinciales et le gouvernement fédéral, le but du musée est de collecter, préserver, rechercher, exposer et interpréter sa collection d'artefacts historiques.
Parmi sa collection de navires, le bateau à vapeur Keenora a été le premier acquis par le musée. Abandonné dans le marais de Selkirk en 1966, le MS Keenora a été acheté à la Marine Transport Navigation Company en 1972, par un groupe de vingt hommes d'affaires de Selkirk. À l'été 1973, le Keenora a été retiré des eaux de la rivière Rouge sur la cale sèche de Selkirk, puis traîné sur sa quille, à travers l'herbe du parc Selkirk, jusqu'à son emplacement actuel, près de l'entrée du parc. Le Keenora a ouvert au public les week-ends commençant le 20 octobre 1973. 
Le Musée est affilié à : l'Association des musées canadiens, au Réseau canadien d'information sur le patrimoine et au Musée virtuel du Canada.

## Navires exposés
- SS Keenora (construit en 1897) est le plus ancien bateau à vapeur conservé au Manitoba .
- CCGS Bradbury (construit en 1915) était un brise-glace appartenant au gouvernement fédéral.
- M/S Chickama II [1](construit en 1942), navire de liaison opérant entre Warren Landing et Norway House .
- M/S Lady Canadian (construit en 1944), un navire de pêche et de cartographie hydrographique.
- M/S Peguis II (construit en 1955), un remorqueur de barge.
- M/S Joe Simpson (construit en 1963), navire de remplacement du M/S Chickama II .

## Galerie

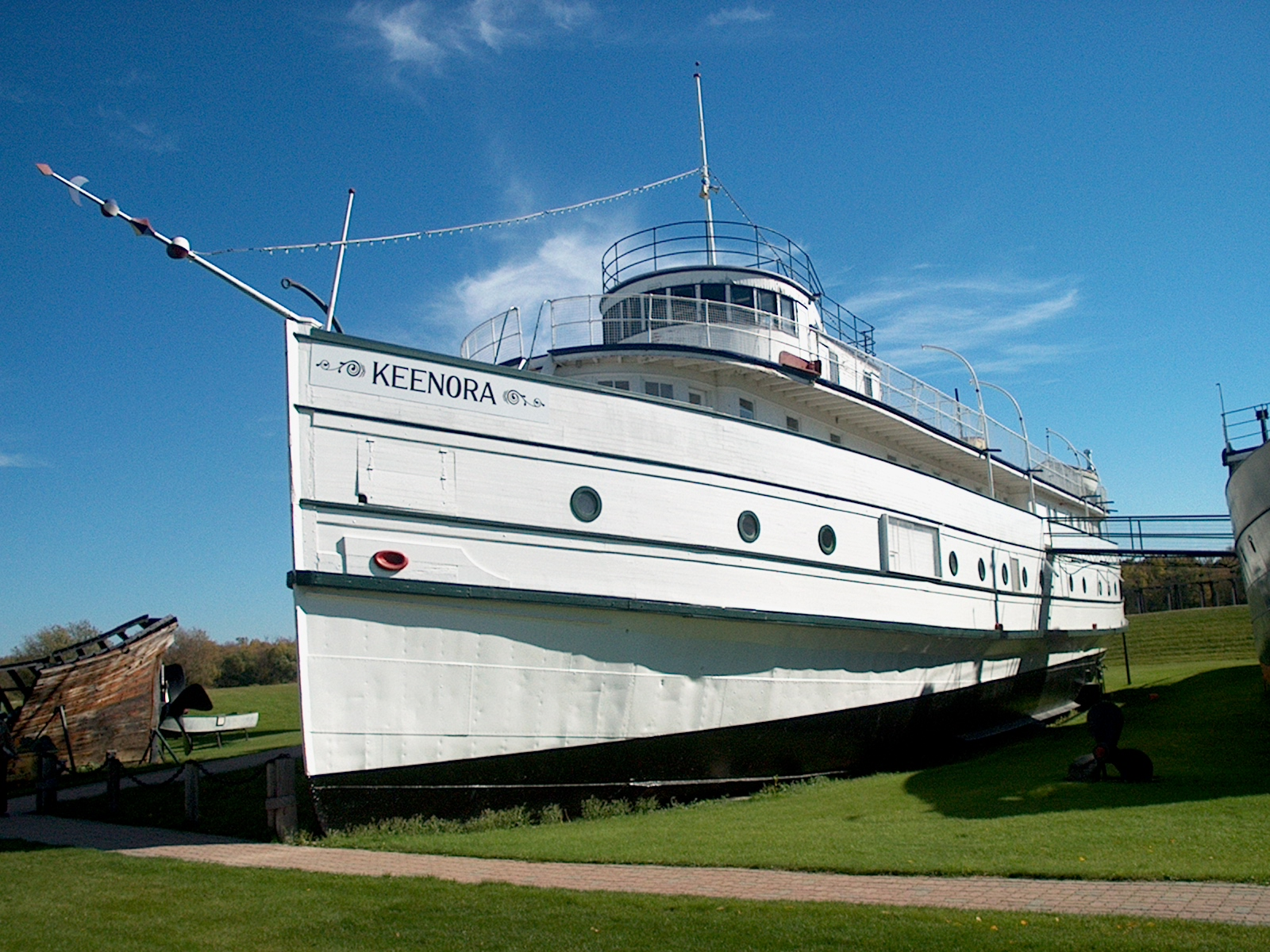
Le SS Keenora
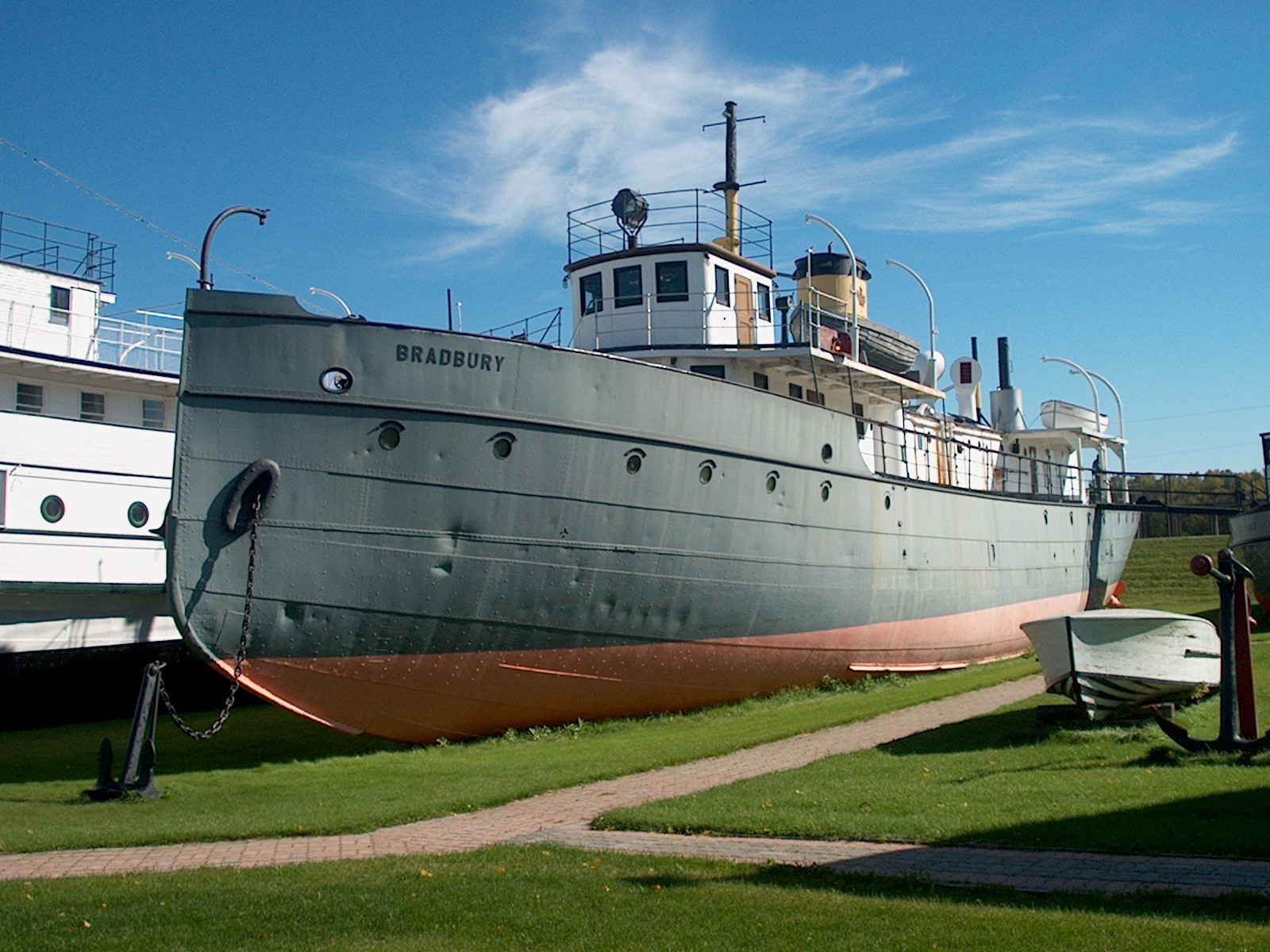
Le CCGS Bradbury
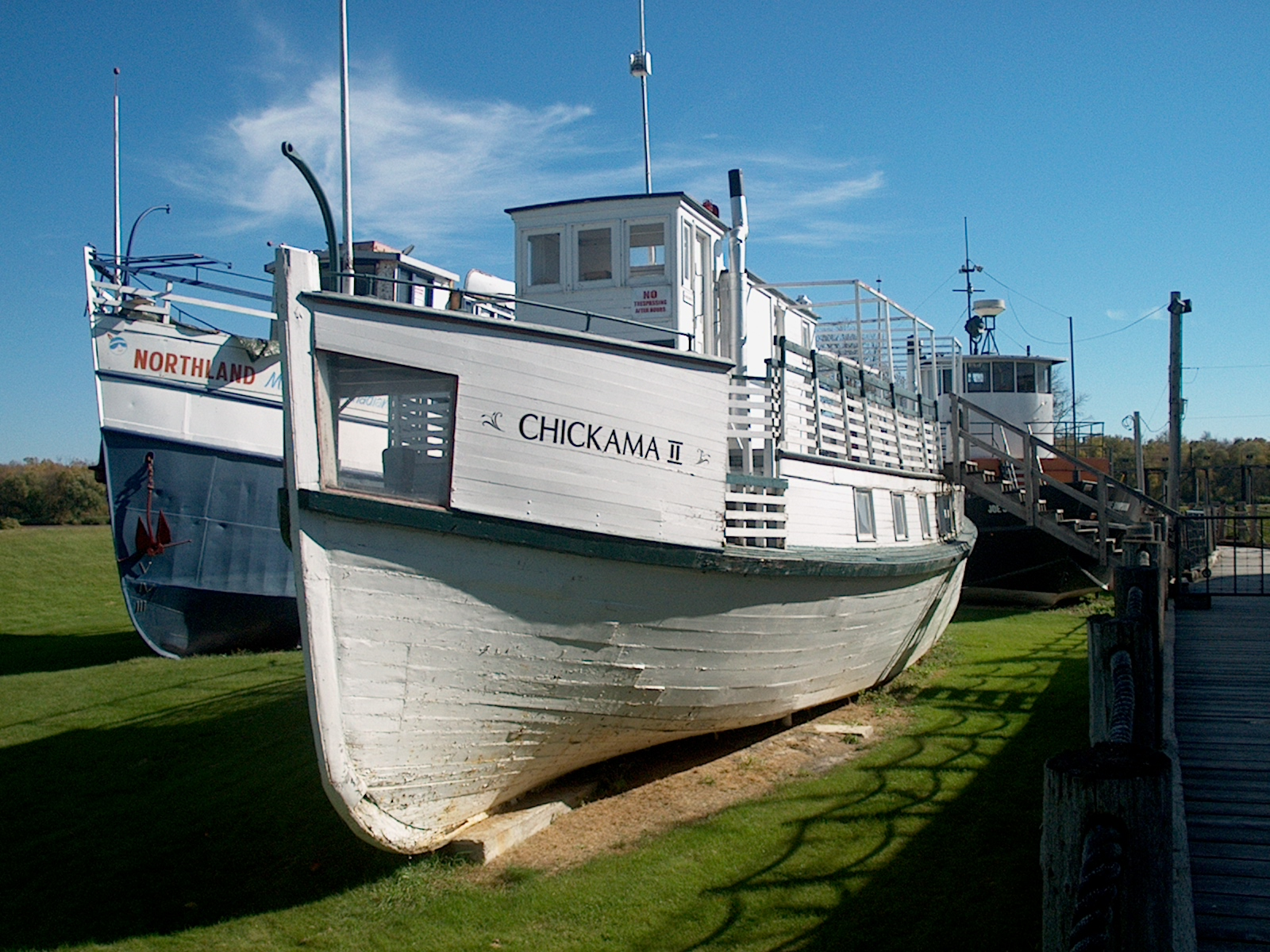
Le Chickama II
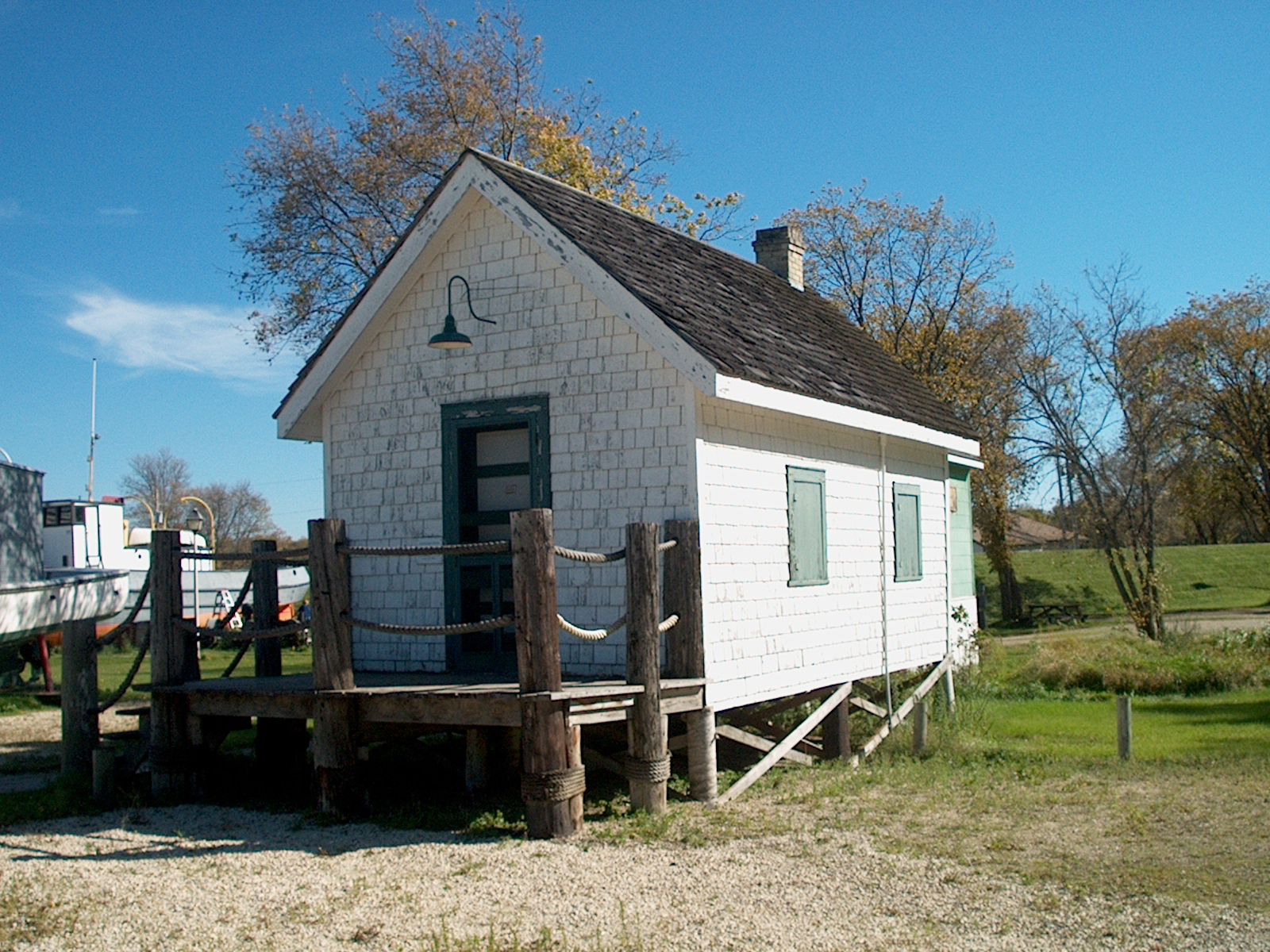
Maison de gardien de phare